# Les Désaxées (film, 1972)
Pour les articles homonymes, voir Les Désaxés.
Pour plus de détails, voir Fiche technique et Distribution.
Les Désaxées est un film français de Michel Lemoine de 1972. C'est la première réalisation signée par le comédien, qui reconnaît s'être largement inspiré de sa propre vie. Son épouse, Janine Reynaud est d'ailleurs sa partenaire à l'écran.

## Fiche technique
- Titre : Les Désaxées
- Réalisation : Michel Lemoine, assisté d'Yves Ellena
- Scénario : Michel Lemoine
- Photographie : Philippe Théaudière
- Montage : Bob Wade
- Musique : Daniel Fauré, Janko Nilovic et Daniel White
- Maquillage : Genevieve Monteilh
- Producteur : Louis Duchesne
- Directeur de production :  Joël Lifschutz
- Société de production : Productions Louis Duchesne (ROC)
- Société de distribution : Les Films Jacques Leitienne
- Pays :  France
- Langue originale : Français
- Format : couleur 35 mm
- Genre :  drame / érotique
- Durée : 90  minutes
- Dates de sorties :
  -  France : 1er novembre 1972[3]
- Interdiction aux moins de 18 ans à sa sortie en salles en France[4].

## Distribution
- Janine Reynaud : Francis
- Michel Lemoine : Michel
- Claudia Coste : Marianne
- François Cannone : Philippe
- Martine Azencot : Edith
- Jimmy Hollosy : Jimmy
- Françoise Dammien : Nathalie
- Virginie Vignon : Chantal
- Prunella : Patricia
- Geneviève Carlotti : Virginie
- Magda Mundari : la brune
- Josette Rerat : la blonde
- Lena Nilsson : la suédoise
- Blanche Rayne : l'infirmière

## Éditions en vidéo
- 2007 : Édition DVD - Éditeur : KVP - Coffret : Les Classiques de l'érotisme - Michel Lemoine (avec Les Chiennes, Les Confidences érotiques d'un lit trop accueillant et Les petites saintes y touchent) - mention : accord parental
- 2021 : Édition Blu-Ray - Éditeur  : Le Chat qui fume - Bonus : interview de Michel Lemoine (1h26), films annonces - mention : public averti